# André Mathieu
André Mathieu   (Montreal, 18 de febrer de 1929 - Montreal, 2 de juny de 1968) fou un pianista i compositor quebequès.
Nen prodigi, va rebre el sobrenom de "el Mozart del Quebec". Com Rakhmàninov, està associat a l'escola postromàntica. Després de ser elogiat, va acabar la seva vida en la misèria i l'oblit.

## Biografia

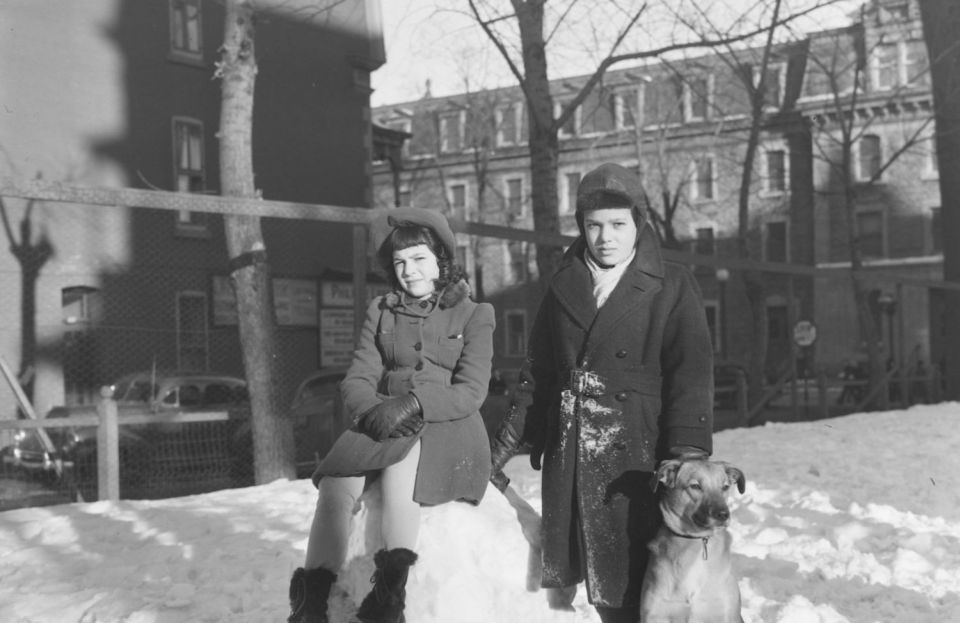
André Mathieu als 11 anys amb la seva germana

Mathieu va néixer René André Rodolphe Mathieu el 18 de febrer de 1929 a Mont-real, Quebec (Canadà), a la parròquia de Saint-Jacques-le-Majeur Son pare, Rodolphe Mathieu, era pianista i compositor i sa mare, Wilhelmine "Mimi" Gagnon, era violinista. Mathieu estava fascinat pel món de la música des de ben jove i va rebre les seves primeres lliçons de música del seu pare. Mathieu de nen era inusualment precoç. Va dir les seves primeres paraules a l'edat de 4 mesos i va fer els primers passos abans dels set mesos.
Va compondre les seves primeres peces de piano als quatre anys (Les Gros chars ; Trois Etudes). Una nit, quan tenia cinc anys, André Mathieu va improvisar una obra al piano que portarà el nom de Dans la nuit. Per primera vegada, va crear una obra a partir de sons provinents de la part més profunda del seu ésser i que no era una imitació ni una traducció sonora d'esdeveniments reals. Per tant, Wilhelmine Gagnon va animar el pare de Mathieu a dedicar-se completament a l'educació musical del seu fill. Als cinc anys, també va donar el seu primer concert en públic a Mont-real, interpretant el seu Concertino núm. 1 amb orquestra.
El setembre de 1936 va obtenir una beca del Quebec per anar a estudiar piano a París amb la seva família.
Ho va fer amb Yves Nat i Madame Giraud-Latarse, primera assistent d'Alfred Cortot. També va estudiar harmonia i composició amb Jacques de la Presle i després va fer un recital, encara a París, el desembre del mateix any a la Salle Chopin-Pleyel; només tenia set anys en aquell moment. Després d'un altre recital a la Sala Gaveau l'endemà, 26 de març del 1939, Va donar, el 14 de desembre, un concert al Seminari de Sainte-Thérèse; Émile Vuillermoz escrigué:
| « | Si la paraula "geni" té un significat, és aquí on podem desxifrar-la. | » |

I després va dir:
| « | Car jo encara no sé si el petit André Mathieu esdevindrà un músic més gran que Mozart, però afirmo que a la seva edat, Mozart no havia creat res comparable al que ens ha executat, amb un brio impressionant, aquest miraculós vailet. | » |

Quant a Rakhmàninov, va dir sobre André Mathieu:
| « | És més genial del que ho seré mai | » |

i afirmà que André Mathieu era l'únic que podia tenir la pretensió d'ésser el seu successor. Mathieu va tornar a Mont-real per les vacances, però a causa de l'esclat de la Segona Guerra Mundial no va poder tornar a Europa. En comptes d'això, Mathieu va actuar en una sèrie de recitals al Canadà i als Estats Units d'Amèrica, i va actuar a la sala The Town Hall de Nova York el 3 de febrer de 1940. Va romandre a Nova York amb la seva família fins a 1943, estudiant composició amb Harold Morris i complint compromisos de concerts i ràdio. El 1941, quan encara no tenia 12 anys, Mathieu va guanyar el primer premi al concurs de composició per commemorar el centenari de l'Orquestra Filharmònica de Nova York. També va tocar el seu Concertino núm. 2 per a piano i orquestra al Carnegie Hall, una sala de concerts on va tornar dos vegades l'any següent. Però, malgrat el seu èxit, el seu progrés i la renovació de la beca, André Mathieu enyorava el Canadà, i els seus pares decidiren de tornar a Mont-real
Un cop tornat a Mont-real, va donar nombrosos concerts on interpretà Bach, Beethoven, Chopin, Liszt, Debussy i Ravel, així com les seves pròpies obres.
El 1946 va marxar de Mont-real cap a París per estudiar composició amb Arthur Honegger i piano amb Jules Gentil. Malauradament, el viatge no va sortir tal com estava previst. Mathieu va quedar decebut pels seus professors, avorrit i mancat de diners. Se sentia sol, vulnerable i vulnerable. El 1947 va tornar a Montréal un home canviat, cansat i esgotat. Va participar en pianotons, proves sobrehumanes durant les quals tocava el piano sense parar durant un nombre rècord d'hores (tocava les seves obres i després improvisava). També va començar a ensenyar i va continuar component. Durant els anys següents va sucumbir a l'alcoholisme. Es va casar amb Marie-Ange Massicotte el 1960, però el seu matrimoni va ser de curta durada a causa de l'alcoholisme i els problemes emocionals d'André.
Durant les darreres setmanes de la seva vida, André Mathieu estava sovint malalt. El 2 de juny de 1968, quan tenia trenta-nou anys, el van trobar mort al seu llit arran d'un infart de miocardi o una cirrosi hepàtica. El 6 de juny de 1968 fou inhumat al cementiri de Côte-des-Neiges a Mont-real, sense cap monument o fins i tot una menció del seu nom. André Mathieu va deixar enrere més de dos-cents treballs, però com que no es van catalogar adequadament, només fins al moment s'han trobat prop d'una quarta part.
Vic Vogel va organitzar la cançó de benvinguda i el tema musical oficial dels Jocs Olímpics de Mont-real de 1976 a partir de les obres de Mathieu. El club André-Mathieu va ser fundat el 1942 a Trois-Rivières per Mme Anaïs Allard-Rousseau per promoure un interès per la música entre els joves de la comunitat. El club va passar a formar part de Youth and Music Canada (YMC) o Jeunesses musicales du Canada (JMC). A l'octubre de 1979, es va obrir la Salle André-Mathieu com a part del Collège Montmorency de Laval, Quebec, en honor del talent i la contribució de Mathieu a la música. El 1987, un carrer va rebre el nom de Mathieu, al barri de Pointe-aux-Trembles, a Mont-real. Un altre carrer va ser nomenat també en memòria de la seva gran obra, a Mirabel, Quebec, el 2006. El reconegut pianista i activista de música clàssica Alain Lefèvre ha popularitzat diverses de les obres d'André Mathieu.

## Obres
Com a compositor l'estil de Mathieu es va inclinar cap a l'escola romàntica tardana de Rakhmàninov, i la seva música també va ser influenciada per Debussy. Mathieu va escriure moltes obres per a piano. Entre les composicions de la seva joventut destaquen Trois Études (1933), Les Gros Chars (1934), Procession d'éléphants (1934), Trois Pièces pittoresques (1936), Hommage à Mozart enfant (1937) i Les Mouettes (1938) .
El 1939 va escriure dues suites per a pianos bessons: Les Vagues i Saisons canadiennes.
El 1943 va escriure un tercer concert per a piano i orquestra titulat Concerto Romantique (també conegut com a Concerto de Québec). La peça va ser interpretada per Neil Chotem al film canadenc La Forteresse. El seu Concert núm. 3, que va interpretar el 1948 amb l'orquestra CBC Mont-real sota la direcció de Jean-Marie Beaudet, va ser presentat el 1977 a Tunísia pel pianista André-Sébastien Savoie i l'Orquestra de Tunis dirigida per Raymond Dessaints.
També va compondre un quart concert al voltant de l'any 1947, considerat per alguns com un treball més madur i original, que actualment s'està redescobrint i que ha rebut el seu primer enregistrament integral el 2008 per part de la companyia musical de Quebec Analekta. El compositor semblava bastant lligat a aquesta peça; durant molt de temps va formar part dels concerts que donava, i una de les seves últimes grans obres mestres per a orquestra, la "Rhapsodie romantique" ("Rapsòdia romàntica"), és un arranjament del seu segon moviment. Aquest Concert per a piano núm. 4 apareix a diversos programes de concerts de Mathieu entre 1948 i 1955, però durant molts anys no hi va haver cap registre complet de la seva partitura. Tot i això, Mathieu va enregistrar una interpretació d'aquesta peça en discos de 78 rpm en un concert el 7 de desembre de 1950, al Ritz Carlton de Mont-real, i va donar la gravació a una dona amiga seva. El 2005, mentre el treball d' Alain Lefèvre per reviure l'obra de Mathieu estava en marxa, la dona va conèixer Lefèvre al backstage després del Concert de Québec i li va lliurar les gravacions. Lefèvre va treballar amb el compositor Gilles Bellemare per reconstruir i donar a conèixer la composició, i el 10 de desembre de 2013, 70 anys després de la darrera de les tres aparicions de Mathieu a l'escenari al Carnegie Hall de la ciutat de Nova York, Lefèvre va aparèixer a Carnegie Hall i va oferir a Nova York l'estrena del prèviament perdut Concert per a piano núm. 4 de Mathieu.
Entre les obres de piano i violí de Mathieu destaquen Fantaisie brésilienne, una sonata i unes "Scènes de ballet" (Berceuse, Complainte, Dans les champs, Danse des espiègles) (1944-1945). Les obres vocals de Mathieu inclouen Le ciel est si bleu, Hymne du Bloc Populaire, Les Chères Mains (1946) i Quatre Mélodies (1948).